# Institut für Biochemie (DAW)
Das Institut für Biochemie der Deutschen Akademie der Wissenschaften zu Berlin (DAW) war in der Deutschen Demokratischen Republik (DDR) ein außeruniversitäres Forschungsinstitut mit Sitz in Berlin-Buch.
Es entstand am 1. Oktober 1961 aus dem Bereich Biochemie des 1947 in Buch gegründeten Instituts für Medizin und Biologie. Erster Direktor des Instituts wurde Karl Lohmann. Als sein Nachfolger nach seinem altersbedingten Ausscheiden fungierte ab 1964 Kurt Repke, der 1955 von der Universität Greifswald an das Institut für Medizin und Biologie gewechselt war und dort ab 1959 eine Abteilung für Steroidchemie etabliert hatte.
Mit Wirkung vom 1. Januar 1972 entstand aus dem Institut sowie den Akademie-Instituten für Biophysik, für Pharmakologie und für Zellphysiologie das Zentralinstitut für Molekularbiologie (ZIM). Aus dem ZIM sowie den ebenfalls in Berlin-Buch ansässigen Zentralinstituten für Krebsforschung und für Herz-Kreislaufforschung ging nach der deutschen Wiedervereinigung mit Beginn des Jahres 1992 das Max-Delbrück-Centrum für Molekulare Medizin hervor.